# Elymnias orphnia
Elymnias orphnia är en fjärilsart som beskrevs av Hans Fruhstorfer 1907. Elymnias orphnia ingår i släktet Elymnias och familjen praktfjärilar. Inga underarter finns listade i Catalogue of Life.